# Змейно
Змейно е село в Североизточна България. То се намира в община Омуртаг, област Търговище.

## История
Със Заповед 3529 от 1934 село Иланджилар, Иланджиларска община, Омуртагска околия, Шуменска област, е преименувано на Славейно. По онова време един от предложените от Анастас Иширков принципи за определяне на новите названия на селищните имена от турски произход е те да се превеждат. Но в тази заповед е допусната грешка, като името Иланджилар има за корен турската дума yilan – „змия“, така че новото име би трябвало да е Змиино, Змеино. А Славейно е превод от турски: bülbül – „славей“. В Заповед 3530, третираща образуването на нови общини в Омуртагска околия, която е издадена в
същия ден, но е отпечатана в следващия брой на „Държавен вестник“, грешката е поправена и името на селото е означено правилно Змеино (Иланджилар).

## Личности
Васил Василев – художник. Роден на 9 февруари 1957 година